# Кућа у улици Крагујевачког октобра 116 у Крагујевцу
Кућа у некадашњој улици Крагујевачког октобра 116 у Крагујевцу, а данас у улици Краља Александра I Крађорђевића 62, у Крагујевцу познатија као кућа на углу Главне и Цара Лазара, представља непокретно културно добро као споменик културе, одлуком Владе Републике Србије бр. 633-2231/97-026, од 18. јуна 1997. године, Службени гласник бр. 27 од 26. јуна 1997. године.
Кућа је угаона стамбена зграда, саграђена почетком 20. века од чврстог материјала. Састоји се од подрума и високог приземља, са декоративним атикама, плитким аркадама и наглашеним фризом испод атике.
Угао објекта је полигонално заобљен, а на њему се налази зарубљена пирамидална кровна форма. Геометријским формама су обрађени парапети, као и део фасаде изнад прозора до кровног венца. Грађена је у духу грађанске архитектуре са почетка 20. века, када се врши благи утицај нових токова и прелазак на модеринији стил у архитектури и као таква представља значајан пример добро очуване грађанске куће у Крагујевцу.